# Aleksandar Roman
Pour les articles homonymes, voir Roman.
Aleksandar Roman, né le 24 novembre 1996, est un coureur cycliste serbe. Il participe à des compétitions sur route, en VTT et en cyclo-cross.

## Palmarès en cyclo-cross
- 2011-2012
  -  Champion de Serbie de cyclo-cross cadets
- 2012-2013
  - 3e du championnat de Serbie de cyclo-cross juniors
- 2013-2014
  -  Champion de Serbie de cyclo-cross juniors
- 2014-2015
  -  Champion de Serbie de cyclo-cross espoirs
- 2015-2016
  -  Champion de Serbie de cyclo-cross espoirs
- 2017-2018
  -  Champion de Serbie de cyclo-cross
- 2018-2019
  -  Champion de Serbie de cyclo-cross
- 2021-2022
  -  Champion de Serbie de cyclo-cross
- 2022-2023
  -  Champion de Serbie de cyclo-cross

## Palmarès en VTT

### Championnats nationaux
| - 2013 - Champion de Serbie de cross-country juniors - 2014 - Champion de Serbie de cross-country juniors - 2015 - Champion de Serbie de cross-country - Champion de Serbie de cross-country eliminator - 2016 - Champion de Serbie de cross-country - 2017 - Champion de Serbie de cross-country - 2018 - Champion de Serbie de cross-country - 2019 - Champion de Serbie de cross-country - 3e du championnat de Serbie de cross-country marathon | - 2020 - Champion de Serbie de cross-country - 2021 - Champion de Serbie de cross-country - 2022 - Champion de Serbie de cross-country - 2023 - Champion de Serbie de cross-country - Champion de Serbie de cross-country eliminator - Champion de Serbie de cross-country short track - 2024 - Champion de Serbie de cross-country - 2e du championnat de Serbie de descente |  |

### Championnats des Balkans
- 2016
  -  Champion des Balkans de cross-country espoirs

## Classements mondiaux
| Année           | 2016 | 2017   |
| --------------- | ---- | ------ |
| UCI Europe Tour | 856e | 1 924e |